# Ayuntamiento de Cuenca
El Ayuntamiento de Cuenca es la institución que se encarga del gobierno de la ciudad castellana de Cuenca. El consistorio está presidido por el alcalde de Cuenca, que desde 1979 es elegido democráticamente por sufragio universal. Actualmente ostenta dicho cargo Darío Dolz, del Partido Socialista Obrero Español (PSOE), como resultado de ganar las elecciones municipales de mayo de 2023.

## Casa consistorial
La casa consistorial de Cuenca se encuentra, junto con la catedral, en la plaza Mayor.

## Alcaldes
| Periodo   | Nombre                           | Partido                                  |
| --------- | -------------------------------- | ---------------------------------------- |
| 1979-1983 | Andrés Moya                      | Unión de Centro Democrático (UCD)        |
| 1983-1987 | Jose Ignacio Navarrete de Varela | Alianza Popular (AP)                     |
| 1987-1991 | Andrés Moya                      | Alianza Popular (AP)                     |
| 1991-1995 | José Manuel Martínez Cenzano     | Partido Socialista Obrero Español (PSOE) |
| 1995-1999 | Manuel Ferreros                  | Partido Popular (PP)                     |
| 1999-2003 | José Manuel Martínez Cenzano     | Partido Socialista Obrero Español (PSOE) |
| 2003-2007 | José Manuel Martínez Cenzano     | Partido Socialista Obrero Español (PSOE) |
| 2007-2011 | Francisco Javier Pulido          | Partido Popular (PP)                     |
| 2011-2015 | Juan Ávila                       | Partido Socialista Obrero Español (PSOE) |
| 2015-2019 | Ángel Mariscal Estrada           | Partido Popular (PP)                     |
| 2019-2023 | Darío Dolz                       | Partido Socialista Obrero Español (PSOE) |
| 2023-act. | Darío Dolz                       | Partido Socialista Obrero Español (PSOE) |

## Concejalías
El Ayuntamiento está conformado por 25 concejales repartidos de la siguiente forma: 13 del PSOE y 12 del PP.
En cuanto a las áreas se dividen en: Urbanismo, Infraestructuras y Obras; Relaciones Institucionales, Turismo y Festejos; Educación y Universidad; Empleo, Promoción Económica, Nuevas Tecnologías, Seguridad y Movilidad; Salud y Consumo, Economía y Hacienda; Cultura; Medio Ambiente y Personal; Servicios Sociales, Igualdad y Cooperación; Deportes, Transporte Urbano, Agua, Limpieza y Alumbrado; Participación Ciudadana y Régimen Interior; y Juventud.

## Televisión municipal
En febrero de 2010 se fundó 8 Televisión Cuenca, ente concebido como servicio público para todos los conquenses. La llevó a cabo el alcalde Francisco Pulido. Un año después, y alegando problemas económicos, el socialista Juan Ávila terminó cerrándola alegando problemas económicos del Ayuntamiento para sostener el medio, despidiendo a sus 13 trabajadores.
El canal ofreció en directo las fiestas de San Julián de 2010 y las procesiones de Semana Santa de ese mismo año, con gran aceptación por parte de los espectadores del canal, sintonizable en todo el término municipal conquense por el canal 38 de la UHF en TDT.
Con la nueva victoria popular en 2015 todavía no se sabe a ciencia cierta si se volverá a reabrir el proyecto.

## Resultados electorales
| Partido político                         | 2023  | 2023  | 2023       | 2019   | 2019  | 2019       | 2015   | 2015  | 2015       | 2011   | 2011  | 2011       | 2007   | 2007  | 2007       |
| Partido político                         | Votos | %     | Concejales | Votos  | %     | Concejales | Votos  | %     | Concejales | Votos  | %     | Concejales | Votos  | %     | Concejales |
| Partido Socialista Obrero Español (PSOE) | 9293  | 34,94 | 10         | 10 035 | 36,19 | 11         | 8895   | 32,54 | 9          | 12 828 | 43,79 | 13         | 10 630 | 40,29 | 11         |
| Partido Popular (PP)                     | 8435  | 31,71 | 9          | 5815   | 20,97 | 6          | 10 229 | 37,42 | 10         | 12 690 | 43,32 | 12         | 12 392 | 46,97 | 14         |
| Cuenca Nos Une (CNU)                     | 2244  | 8,43  | 2          | 6217   | 22,42 | 6          | —      | —     | —          | —      | —     | —          | —      | —     | —          |
| Podemos-Equo-Izquierda Unida (IU)        | 2124  | 7,98  | 2          | 1522   | 5,49  | 1          | 3511   | 12,85 | 3          | 1323   | 4,52  | 0          | 1323   | 5,01  | 1          |
| Vox                                      | 2117  | 7,96  | 2          | 1004   | 3,62  | 0          | 381    | 1,37  | 0          | —      | —     | —          | —      | —     | —          |
| Ciudadanos (CS)                          | 483   | 1,81  | 0          | 1600   | 5,77  | 1          | 2797   | 10,23 | 3          | —      | —     | —          | —      | —     | —          |

## Evolución de la deuda viva municipal
El concepto de deuda viva contempla sólo las deudas con cajas y bancos relativas a créditos financieros, valores de renta fija y préstamos o créditos transferidos a terceros, excluyéndose, por tanto, la deuda comercial.
| Gráfica de evolución de la deuda viva del Ayuntamiento entre 2008 y 2024                         |
|                                                                                                  |
| Deuda viva del Ayuntamiento de Cuenca, en miles de euros, según datos del Ministerio de Hacienda |